# تل فينحاس

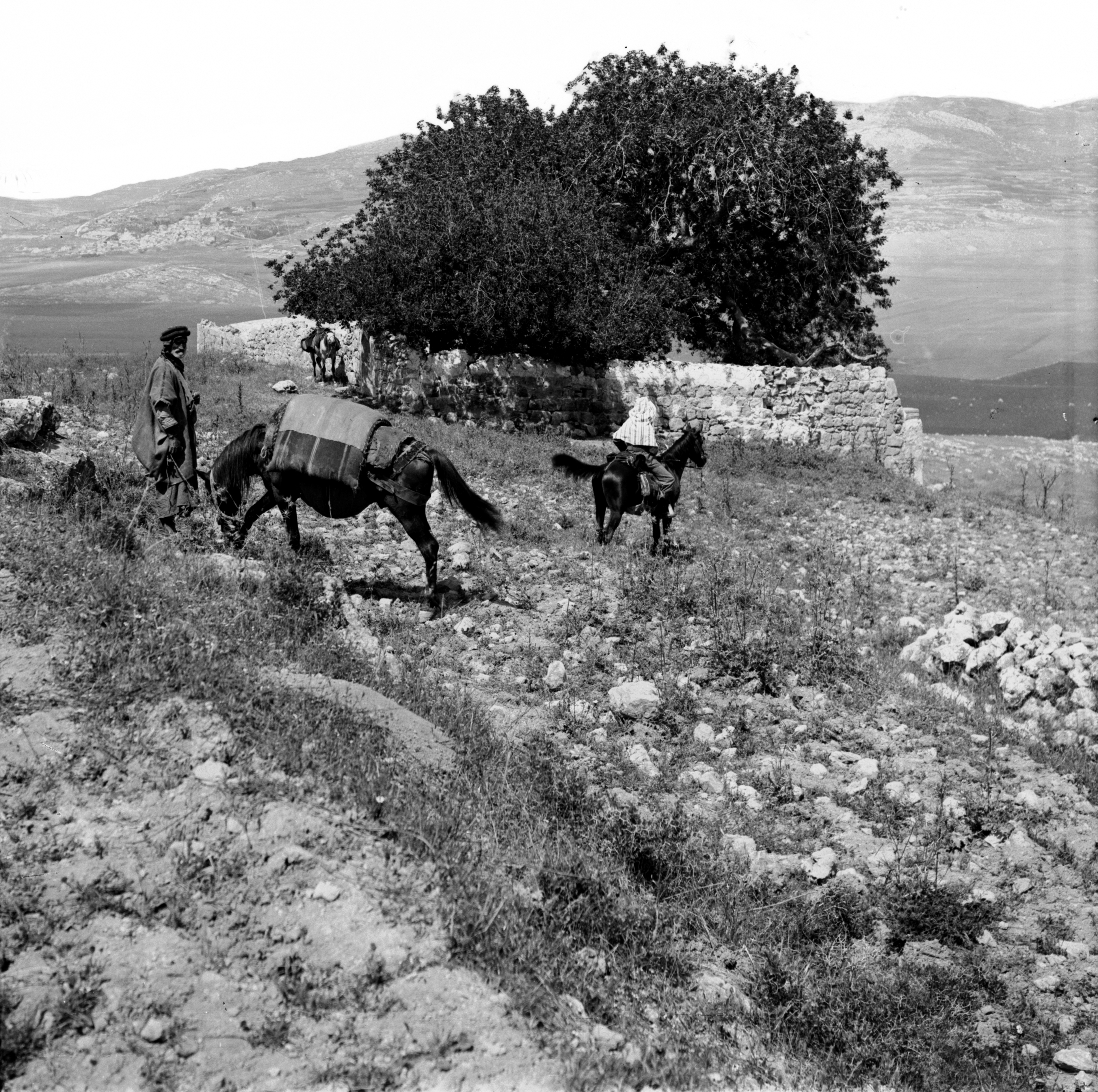
جهة عورتا الشمالية حيث مقابر أليعازروفينحاس.

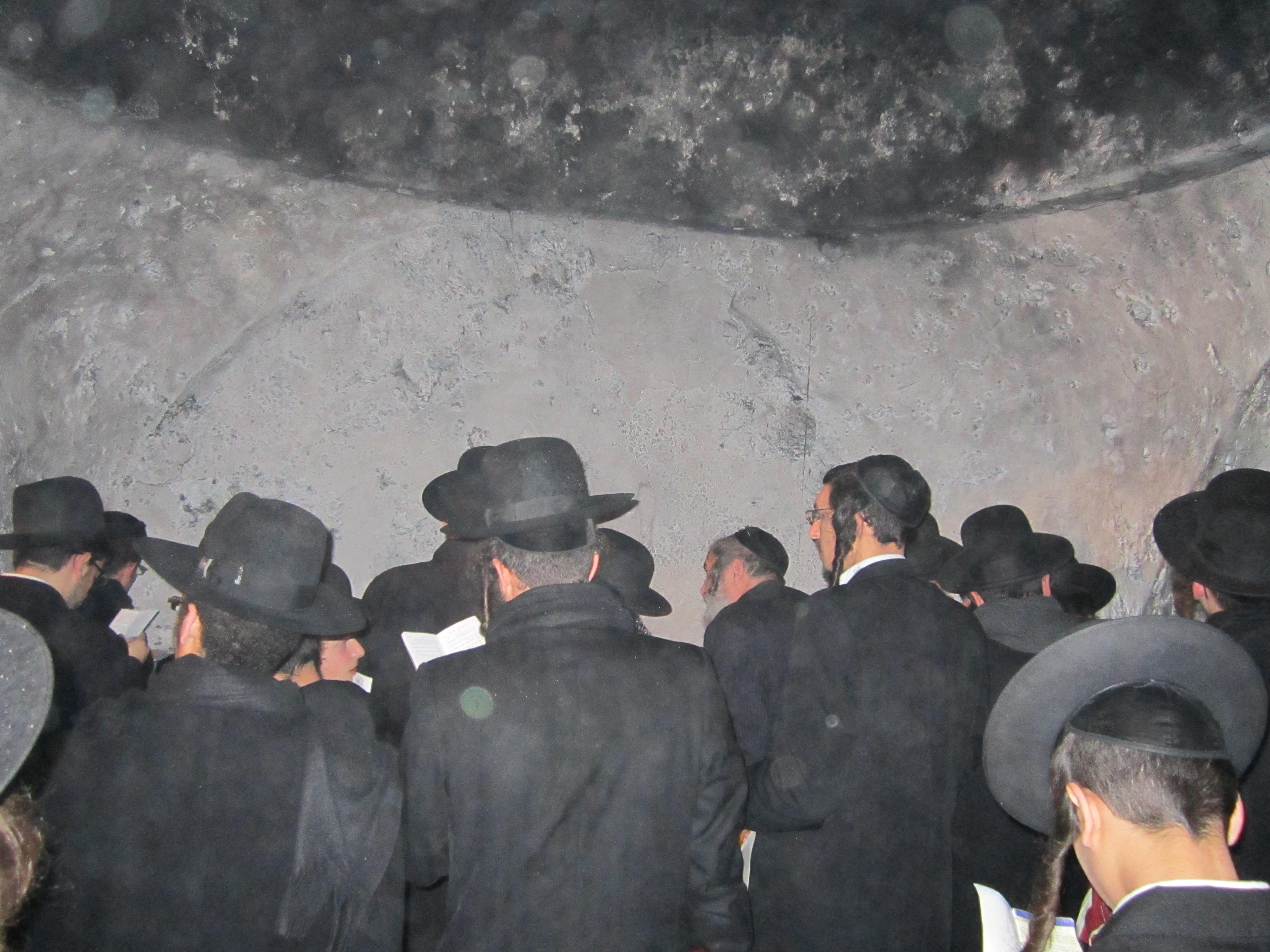
مقام السبعين

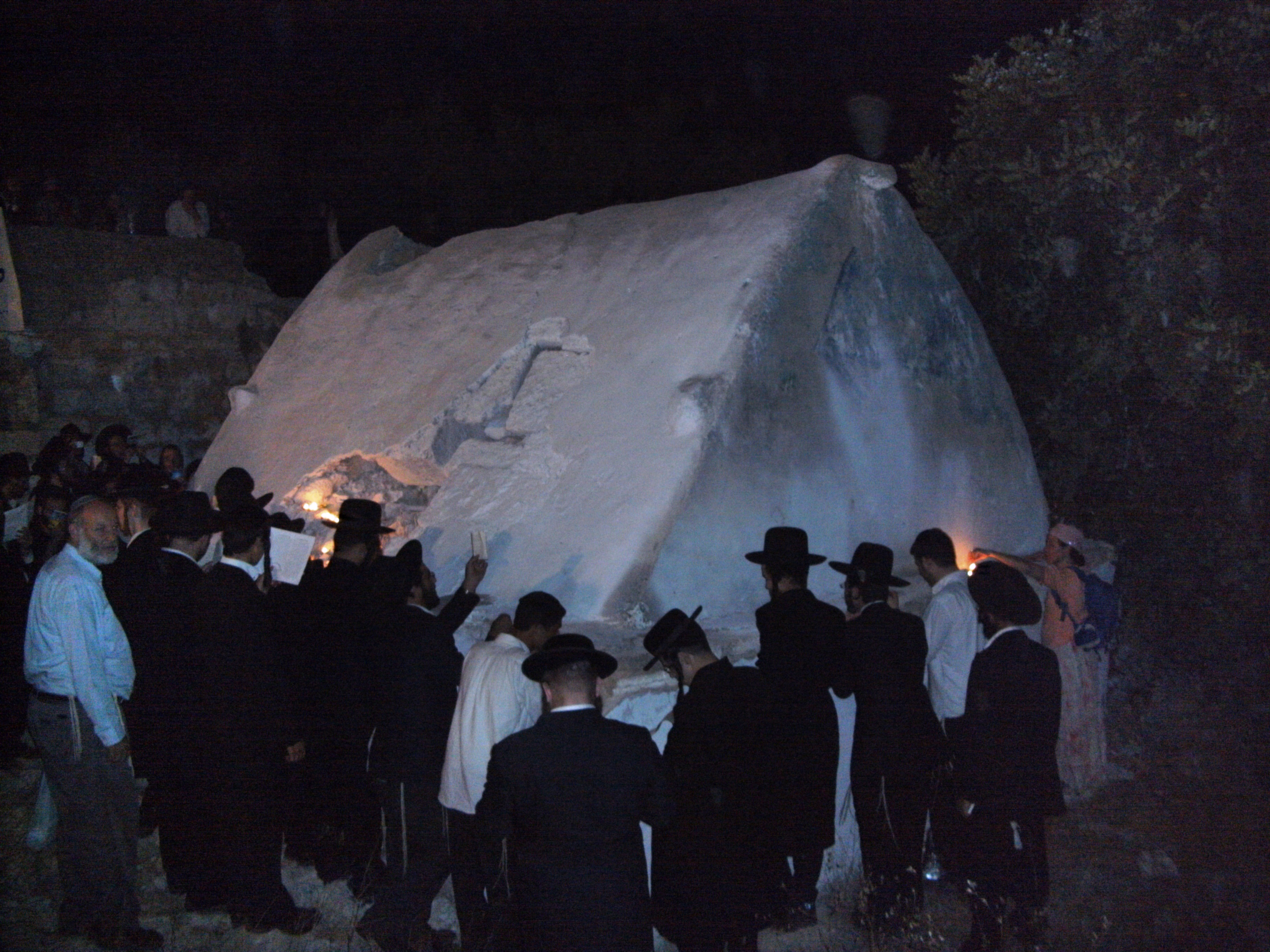
قبر أليعازر وإيثامار

تل فينحاس (بالإنجليزية: Hill of Phinehas)‏ (بالعبرية: גבעת פינחס) هو موقع مذكور في الكتاب المقدس يشوع 24:33 باعتباره مكان دفن أليعازر وإيثامار. يقع قرب قرية عورتا في محافظة نابلس شمال الضفة الغربية.
نسبت مقابر كبيرة في المنطقة إلى مواقع دفن ابني هارون إيثمار وإليعازار. يُعتقد أن حفيده فينحاس قد دُفن في الموقع إلى جانب ابنه أبيشوا - وهذا الأخير يحظى باحترام خاص من قبل السامريين، الذين يعتقدون أنه كتب التوراة.
ويعتقد أن السبعين شيخًا قد دفنوا في كهف بالقرب من قبر فينحاس. على الجانب الغربي من عورتا، يقع قبر ينسبه المسلمين إلى نبي الله عزير.

## أحداث
- في 30 يناير 2010، اعتدى المستوطنون الإسرائيليون على مدرسة عورتا وعلى مقبرة القرية والمقامات الدينية الموجودة فيها. بالإضافة لكتابة شعارات ورسومات مسيئة للإسلام ولأهالي القرية باللغة الإنجليزية والروسية والعبرية.[2]